# Julie Laernoes

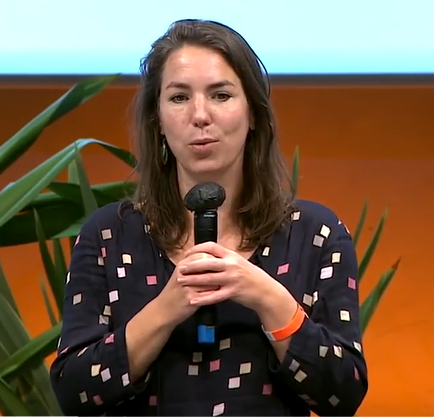
Julie Laernoes, 2021

Julie Laernoes (geboren am 3. Juli 1982 in Delft, Niederlande) ist eine französisch-niederländische Politikerin und grüne Parlamentsabgeordnete.
Nach ihrem Studium an der Universität Utrecht und anschließend an der Sciences Po Paris nahm sie an der Präsidentschaftskampagne von Dominique Voynet teil und wurde 2008 ihre Kabinettschefin im Rathaus von Montreuil. Anschließend zog sie nach Nantes und trat der Partei Europe Écologie Les Verts bei. 2014 wurde sie zur Stadträtin gewählt und wurde Vizepräsidentin von Nantes Métropole. 2020 kandidierte sie bei den Kommunalwahlen gegen Johanna Roland, bevor sie sich in der zweiten Runde deren Liste anschloss. Im Jahr 2022 wurde sie für das Parteienbündnis NUPES zur Abgeordneten des vierten Wahlkreises des Départements Loire-Atlantique gewählt.

## Leben und Wirken

### Jugend, Familie
Laernoes wurde am 3. Juli 1982 in Delft in den Niederlanden als Tochter einer französischen Lehrerin und eines niederländischen Beamten für Raumplanung, geboren. Sie studierte an der Universität Utrecht, wo sie einen Bachelor in Rechts- und Politikwissenschaften erwarb. Anschließend besuchte sie das Institut d'études politiques in Paris, wo sie einen Masterstudiengang mit Schwerpunkt Europa absolvierte, den sie 2006 abschloss.

### Politische Laufbahn
Während ihres Studiums in Paris lernte sie Dominique Voynet kennen, die über den Europäischen Verfassungsvertrag sprechen wollte. Voynet bot ihr ein Praktikum im Senat an und Laernoes nahm 2007 an ihrer Präsidentschaftskampagne teil. Im Jahr darauf, nach den Kommunalwahlen 2008, wurde Voynet Bürgermeisterin von Montreuil und Julie Laernoes ihre Kabinettschefin.
Laernoes, seit 2006 Mitglied von Europe Écologie-Les Verts (EELV), zog nach Nantes. Bei den Regionalwahlen 2010 war sie Wahlkampfleiterin von Jean-Philippe Magnen, dem Spitzenkandidaten der Grünen, und übernahm die Rolle der Generalsekretärin der Fraktion der grünen Abgeordneten im Regionalrat. Sie wurde ab 2014 in Nantes auf der Liste von Pascale Chiron gewählt und wurde unter anderem Vizepräsidentin von Nantes Métropole und Stadträtin. 2020 kandidierte sie bei der Kommunalwahl auf der Liste der EELV bevor er sich der Liste von Johanna Rolland anschloss, damals amtierende sozialistische Bürgermeisterin, für den zweiten Wahlgang. Johanna Rolland wurde in einer Dreieckskonstellation gegen die macronistische Kandidatin Valérie Oppelt und die LR-Kandidatin Laurence Garnier gewählt.
Julie Laernoes kandidierte bei den Parlamentswahlen 2022 und wurde als Abgeordnete des 4. Wahlkreises des Departements Loire-Atlantique für die Nouvelle Union populaire écologique et sociale gewählt und trat damit die Nachfolge der LREM-Abgeordneten Aude Amadou an. Sie gab daraufhin alle ihre lokalen Mandate auf: das der zweiten stellvertretenden Bürgermeisterin, das der Vorsitzenden der grünen Fraktion in der Stadtverwaltung, das der Vorsitzenden des Marché d'intérêt national de Nantes und das der Vizepräsidentin von Nantes Métropole, als die sie für den Klimaschutz zuständig war.

## Standpunkte
Laernoes lehnte in ihrer Funktion als Kommunalpolitikerin das Flughafenprojekt Notre-Dame-des-Landes und das gescheiterte Projekt eines neuen Fußballstadions für den FC Nantes ab, das den Namen YellowPark (en) trägt.
Zum Thema Kernenergie: Laernoes hatte ihre Masterarbeit unter anderem der Anti-Atomkraft-Bewegung in Europa gewidmet. Im März 2023 forderte sie die Eröffnung eines Bürgerkonvents und die Durchführung einer großen nationalen Debatte zu diesem Thema.
Am 11. Juni 2023 nahm sie an einer Aktion von Soulèvements de la Terre teil um den Sandabbau in den Sandgruben von Saint-Colomban im Süden von Loire-Atlantique anzuprangern.

## Privates
Julie Laernoes lernte ihren Lebensgefährten 2007 in Nantes bei einem Treffen mit Dominique Voynet kennen. Sie ist Mutter von zwei Kindern.